# 大瑋カイ
大 瑋瑎（だい いかい）は渤海の第14代王。

## 生涯
『新唐書』に記載されているのは先王大玄錫までの記録であり、大瑋瑎については『唐会要』や『翰林群書』などの記事により即位が確認されている。
当時唐は相次ぐ内乱により国勢を衰退させていたが、渤海からは使節の派遣が継続され、また多くの留学生を送り込んでいた。乾寧3年（896年）に王子の大封裔が唐に進貢した際、当時長安に滞在していた新羅の使節と席次を争っている。また天祐3年（906年）には留学生の烏光賛が賓貢に参加して進士及第した際に、同じく賓貢に参加して及第した新羅の崔彦撝の下位に列せられたことから再度争長事件に発展するなどの事件が発生している。